# In Requiem
In Requiem es el undécimo álbum de estudio de la banda Paradise Lost. Rhys Fulber volvió una vez más como productor de la banda, mientras que el artista griego Seth Siro Anton fue responsable del trabajo artístico del disco. El primer y único sencillo lanzado fue The Enemy.
El álbum continúa en la senda por crear un sonido cada vez más pesado y denso, a la vez que la banda se quita de encima cualquier resabio del metal/rock industrial, dejando un disco de metal gótico bastante lento, con sus pequeños matices sinfónicos y con un uso cada vez más intenso de la voz raspada y dura de Nick Holmes (aunque difiere de alguna manera de la que alguna vez usó en discos como Icon o Draconian Times).

## Lista de canciones
| N.º | Título                  | Duración |  |
| 1.  | «Never for the Damned»  | 5:02     |  |
| 2.  | «Ash & Debris»          | 4:16     |  |
| 3.  | «The Enemy»             | 3:39     |  |
| 4.  | «Praise Lamented Shade» | 4:02     |  |
| 5.  | «Requiem»               | 4:25     |  |
| 6.  | «Unreachable»           | 3:38     |  |
| 7.  | «Prelude to Descent»    | 4:11     |  |
| 8.  | «Fallen Children»       | 3:38     |  |
| 9.  | «Beneath Black Skies»   | 4:12     |  |
| 10. | «Sedative God»          | 3:59     |  |
| 11. | «Your Own Reality»      | 4:02     |  |

### Pistas adicionales
1. Missing (cover de Everything but the Girl) (Digipak, Vinilo)
2. Silent in Heart (Digipak, Vinilo)
3. Sons of Perdition (Japón)
4. Godless (Vinilo)

## Créditos
- Nick Holmes – Voz
- Greg Mackintosh  – Guitarra líder
- Aaron Aedy – Guitarra rítmica
- Steve Edmondson – Bajo
- Jeff Singer – Batería

- Datos: Q1660670